# العلاقات الإيرانية الغينية
العلاقات الإيرانية الغينية هي العلاقات الثنائية التي تجمع بين إيران وغينيا.

## مقارنة بين البلدين
هذه مقارنة عامة ومرجعية للدولتين:
| وجه المقارنة                                              | إيران                    | غينيا       |
| --------------------------------------------------------- | ------------------------ | ----------- |
| المساحة (كم2)                                             | 1.65 مليون               | 245.86 ألف  |
| عدد السكان (نسمة)                                         | 79.97 مليون              | 12.72 مليون |
| الكثافة السكانية (ن./كم²)                                 | 48.47                    | 51.74       |
| العاصمة                                                   | طهران                    | كوناكري     |
| اللغة الرسمية                                             | لغة فارسية               | لغة فرنسية  |
| العملة                                                    | ريال إيراني              | فرنك غيني   |
| الناتج المحلي الإجمالي (بليون دولار)                      | 439.51 مليار             | 10.50 مليار |
| الناتج المحلي الإجمالي (تعادل القوة الشرائية) بليون دولار | 1.36 تريليون             | 15.24 مليار |
| الناتج المحلي الإجمالي الاسمي للفرد دولار أمريكي          |                          | 531         |
| الناتج المحلي الإجمالي للفرد دولار أمريكي                 |                          | 1.22 ألف    |
| مؤشر التنمية البشرية                                      | 0.766                    | 0.411       |
| رمز المكالمات الدولي                                      | +98                      | +224        |
| رمز الإنترنت                                              | .ir،                     | .gn         |
| المنطقة الزمنية                                           | ت ع م+03:30، توقيت إيران | 00          |

## منظمات دولية مشتركة
يشترك البلدان في عضوية مجموعة من المنظمات الدولية، منها:
| علم المنظمة | اسم المنظمة                        | تاريخ انضمام إيران | تاريخ انضمام غينيا |
| ----------- | ---------------------------------- | ------------------ | ------------------ |
|             | مؤسسة التنمية الدولية              | 10 أكتوبر 1960     | 26 سبتمبر 1969     |
|             | يونسكو                             | 6 سبتمبر 1948      | 2 فبراير 1960      |
|             | وكالة ضمان الاستثمار متعدد الأطراف | 15 ديسمبر 2003     | 5 أكتوبر 1995      |
|             | الأمم المتحدة                      | 24 أكتوبر 1945     | 12 ديسمبر 1958     |
|             | الفريق المعني برصد الأرض           | ?                  | ?                  |
|             | الاتحاد البريدي العالمي            | ?                  | ?                  |
|             | البنك الدولي للإنشاء والتعمير      | 29 ديسمبر 1945     | 28 سبتمبر 1963     |
|             | منظمة التعاون الإسلامي             | ?                  | ?                  |
|             | منظمة حظر الأسلحة الكيميائية       | ?                  | ?                  |
|             | مؤسسة التمويل الدولية              | 28 ديسمبر 1956     | 22 أكتوبر 1982     |
|             | منظمة الشرطة الجنائية الدولية      | ?                  | ?                  |

## وصلات خارجية
- موقع وزارة الخارجية الإيرانية